# سقاواز
سقاواز هي قرية في مقاطعة كوثر، إيران. يقدر عدد سكانها بـ 318 نسمة بحسب إحصاء 2016.